# Шубер, Януш
Януш Шубер (пол. Janusz Szuber; 10 декабря 1947, Санок, Жешувское воеводство — 1 ноября 2020, Леско, Подкарпатское воеводство) — польский поэт.

## Биография
Родился, вырос и жил в галицком городке Санок в Карпатах, на давнем, ещё со средних веков, пересечении польской, украинской и литовской истории. Изучал полонистику в Варшавском университете. Писал стихи с 1967 года, но стал их публиковать лишь в середине 1990-х, при финансовой поддержке сестры-микробиолога, работавшей за рубежом.

## Творчество
За стихами Януша Шубера, связанными с «духом места» — с провинцией, где он живёт, всегда стоит история (и с большой, и с маленькой буквы), сжатая до старого фотоснимка, надписи на его обороте, до найденного через десятилетия, полустершегося документа или письма. Неминуемое распыление, выцветание прошлого вместе с усилием памяти воскресить и удержать его в настоящем, которое вне этого напряжения не существует, составляет внутренний «сюжет», движитель лирики и эссеистики Я. Шубера.
Его поздний поэтический дебют был сразу замечен Ч. Милошем, В. Шимборской, З. Хербертом. С тех пор стихи Шубера переведены на иврит, английский, французский, немецкий, испанский, голландский, сербский, словенский, венгерский, украинский языки, он стал лауреатом премии Фонда культуры, премий имени Казимеры Иллакович, имени Барбары Садовской и многих других. Публикует эссе о поэзии, живописи, культуре Карпат.

## Сочинения
- Paradne ubranko i inne wiersze / Праздничный наряд и другие стихотворения (1995).
- Apokryfy i epitafia sanockie / Апокрифы и эпитафии города Санок (1995).
- Pan Dymiącego Zwierciadła / Господин затуманенного зеркала (1996).
- Gorzkie prowincje / Горькие провинции (1996).
- Śniąc siebie w obcym domu / Когда снишься себе в чужом доме (1997).
- Biedronka na śniegu / Божья коровка на снегу (1999).
- Z żółtego metalu / Из жёлтого металла (2000).
- Las w lustrach / Лес в зеркалах (2001).
- Glina, ogień, popiół/ Глина, огонь, зола (2003)
- Mojość/ О себе (2005, автобиографическая проза)
- Czertez/ Огнище (2005)
- Pianie kogutów/ Пение петухов (2008)
- Wpis do ksiąg wieczystych/ Запись в вечных книгах (2009)
- Wyżej, niżej, już/ Выше, ниже, в самый раз (2010)
- Powiedzieć. Cokolwiek (2011)
- Emeryk u wód (2012)

## Сводные издания
- O chłopcu mieszającym powidła: wiersze wybrane 1968—1997. — Kraków: ZNAK, 1999.
- Lekcja Tejrezjasza i inne wiersze wybrane [1999-2001]. — Kraków: Wydawnictwo Literackie, 2003.
- Tam, gdzie niedźwiedzie piwo warzą [35 стихотворений разных лет, отобранных автором]. — Lesko: BoSZ, 2004.

## На русском языке
- Стихи [из книги «Огнище»] / Пер. Бориса Дубина // Иностранная литература, 2006, № 8, с. 157—160 ().

## О нём
- Zaworska H. Rozmowy z pisarzami. — Warszawa: Warszawskie Wydawnictwo Literackie MUZA SA, 2002.
- Cieślak-Sokołowski T. «Mój wszechświat uczyniony»: o poezji Janusza Szubera. Kraków: Universitas, 2004
- Kowalewski J. Dramat istnienia: o poezji Janusza Szubera. Krosno: Drukarnia, 2005
- Mączka J. Powidła dla Tejrezjasza: o poezji Janusza Szubera. Kraków: Księgarnia Akademicka, 2008
- Poeta czułej pamięci: studia i szkice o twórczości Janusza Szubera/ Pod redakcją Jolanty Pasterskiej, Magdaleny Rabizo-Birek. Rzeszów: Biblioteka «Frazy», 2008
- Sulikowski A. Epos sanocki Janusza Szubera. Szczecin: Volumina.pl Daniel Krzanowski, 2010